# Custoias, Leça do Balio e Guifões
Custoias, Leça do Balio e Guifões (pré-AO 1990: Custóias, Leça do Balio e Guifões), (oficialmente: União das freguesias de Custóias, Leça do Balio e Guifões) é uma freguesia portuguesa do município de Matosinhos, com 18,84 km² de área e 44 045 habitantes (censo de 2021). A sua densidade populacional é 2 337,8 hab./km².

## História
O território hoje integrado por estas freguesias constituiu importantes possessões da antiga Ordem do Hospital de São João de Jerusalém, de Rodes e de Malta, ou simplesmente Ordem de Malta, como hoje se denomina, vinculadas ao Mosteiro de Leça do Balio até 1834 — razão pela qual os brasões autárquicos de Leça e Custoias ostentam a cruz da Ordem de Malta em chefe.
Foi constituída em 2013, no âmbito de uma reforma administrativa nacional, pela agregação das antigas freguesias de Custoias, Leça do Balio e Guifões e tem a sede em Custoias.

## Demografia
A população registada nos censos foi:
| Distribuição da População por Grupos Etários | Distribuição da População por Grupos Etários | Distribuição da População por Grupos Etários | Distribuição da População por Grupos Etários | Distribuição da População por Grupos Etários | Distribuição da População por Grupos Etários |
| -------------------------------------------- | -------------------------------------------- | -------------------------------------------- | -------------------------------------------- | -------------------------------------------- | -------------------------------------------- |
| Antes da agregação                           |                                              |                                              |                                              |                                              |                                              |
| Ano                                          | 0-14 anos                                    | 15-24 anos                                   | 25-64 anos                                   | >= 65 anos                                   | Total                                        |
| 2001                                         | 7032                                         | 6220                                         | 24919                                        | 5253                                         | 43424                                        |
| 2011                                         | 6668                                         | 4933                                         | 26698                                        | 7417                                         | 45716                                        |
| Após a agregação                             |                                              |                                              |                                              |                                              |                                              |
| Ano                                          | 0-14 anos                                    | 15-24 anos                                   | 25-64 anos                                   | >= 65 anos                                   | Total                                        |
| 2021                                         | 5464                                         | 4489                                         | 23944                                        | 10148                                        | 44045                                        |